# Vysočany
Vysočany – część Pragi. W 2006 zamieszkiwało ją 11 274 mieszkańców.